# Рікарду Фернандіш (бадмінтоніст)
Рікарду Фернандіш (порт. Ricardo Fernandes; народився 12 листопада 1972 у м. Фуншалі, Мадейра, Португалія) — португальський бадмінтоніст.
Учасник Олімпійських ігор 1992 у Барселоні в одиночному і парному розрядах. В одиночному розряді в першому раунді поступився Роберту Лільєквісту з Фінляндії — 0:2 (3-15, 11-15). В парному розряді у першому раунді пара Рікарду Фернандіш / Фернанду Сілва поступилась парі Бенні Лі/Томмі Ріді з США — 0:2 (1-15, 10-15).
Чемпіон Португалії в одиночному розряді (1990, 1991, 1993, 1994, 1995), в парному розряді (1990, 1993, 1994, 1995, 2003).